# 杯吸盤魚
杯喉盤魚，為輻鰭魚綱鱸形目喉盤魚亞目喉盤魚科的其中一種，分布於東南太平洋的智利海域，體長可達8.4公分，屬底棲性魚類，棲息在海草生長的岩石海岸。